# Chlamydomonas
Chlamydomonas Ehrenberg, 1833 è un genere di alghe unicellulari della famiglia Chlamydomonadaceae.

## Descrizione
Si trovano soprattutto in acqua dolce e nell'humus; le cellule sono perlopiù ellissoidali. Le specie che si possono muovere liberamente hanno due flagelli che possono essere isoconti (della stessa lunghezza) o eteroconti (di lunghezza diversa). Alcune specie delle nevi dell'Artide e delle aree alpine (per esempio Chlamydomonas nivalis) provocano il fenomeno della neve rossa tramite le loro cellule dal colore rosso. La colorazione viene provocata da diversi carotenoidi, tra cui anche l'astasantina (nota anche con il vecchio nome di Ematocroma). Questi carotenoidi vengono prodotti in condizioni ambientali sfavorevoli dall'alga per protezione, per esempio in caso di emanazione di forti raggi UVA che capitano ad altezze elevate o per effetto della luce forte prodotta dal riflesso luminoso della neve.

## Biologia
Chlamydomonas è uno degli organismi più utilizzati nella ricerca di base sulle piante. Molto interessanti sono in questo caso anche i vari tipi di compatibilità (tipi di accoppiamento) di generi altrimenti isogami (ceppi positivi e negativi). Da porre in evidenza è anche che nel genere Chlamydomonas si verificano anche casi di eterogamia e oogamia oltre all'isogamia già riportata.
Chlamydomonas si può riprodurre per divisione asessuata (mitosi) o tramite la costruzione di gameti uguali morfologicamente ma di polarità diversa (isogamia) che si uniscono formando uno zigote (singamia) che si trasforma in zigospora, una forma di resistenza. Le zigospore vengono successivamente interessati dalla meiosi e si formano quindi quattro cellule figlie (riproduzione sessuata).

## Tassonomia
Il genere comprende circa 800 specie.